# Nino nino
Nino nino è un singolo del rapper italiano Emis Killa con la collaborazione dei DJ italiani Merk & Kremont e del rapper italiano Massimo Pericolo, pubblicato il 13 settembre 2024.

## Tracce
Testi di Emiliano Rudolf Giambelli, Alessandro Vanetti e Jacopo Èttorre, musiche di Federico Mercuri, Giordano Cremona, Eugenio Maimone e Leonardo Grillotti.
1. Nino nino – 2:52

## Classifiche
| Classifica (2024) | Posizione massima |
| ----------------- | ----------------- |
| Italia            | 90                |